# São Gabriel da Cachoeira
São Gabriel da Cachoeira – miasto i gmina w Brazylii, w stanie Amazonas. Znajduje się w mezoregionie Norte Amazonense i mikroregionie Rio Negro.